# Sjoemen (kip)
Het kippenras Sjoemen, ook wel Zwarte Sjoemen of Black Shumen genoemd (Bulgaars:  Черна шуменска кокошка Tsjerna sjoemenska kokosjka), komt oorspronkelijk uit de regio Sjoemen (Bulgarije). Het kippenras wordt zowel voor de eieren als voor de sier gehouden.
Het gewicht van een haan varieert tussen de 2-2,5 kg, terwijl de hennen meestal tussen de 1,5-1,8 kg wegen.